# Bogdan Śliwa
Bogdan Śliwa foi um jogador de xadrez da Polônia com sete participações nas Olimpíadas de xadrez. Śliwa participou das edições de 1952, 1956, 1956, 1958, 1960, 1962, 1964 e 1966 pelo quarto (1952 e 1966), primeiro (1954 a 1962) e terceiro tabuleiro (1964) tendo conquistado a medalha de prata individual em 1952 no quarto tabuleiro.